# Гомк
Гомк (арм. Գոմք) — село в Вайоцдзорской области Армении.

## География
Село расположено в юго-восточной части марза, на левом берегу реки Ахта, на расстоянии 32 километров к юго-востоку от города Ехегнадзор, административного центра области. Абсолютная высота — 1880 метров над уровнем моря.
Климат
Климат характеризуется как умеренно холодный, влажный (Dfb в классификации климатов Кёппена). Среднегодовая температура воздуха составляет 7,4 °C. Средняя температура самого холодного месяца (января) составляет −5 °С, самого жаркого месяца (июля) — 19,2 °С. Расчётная многолетняя норма атмосферных осадков — 450 мм. Наибольшее количество осадков выпадает в мае (77 мм).

## Население
| Год переписи | Население          | Население          | Население          | Население            | Население            | Население            |
| Год переписи | Наличное население | Наличное население | Наличное население | Постоянное население | Постоянное население | Постоянное население |
| Год переписи | Всего              | Мужчины            | Женщины            | Всего                | Мужчины              | Женщины              |
| ------------ | ------------------ | ------------------ | ------------------ | -------------------- | -------------------- | -------------------- |
| 2001         | 260                | 119                | 141                | 232                  | 107                  | 125                  |
| 2011         | 135                | 55                 | 80                 | 138                  | 61                   | 77                   |

| Год  | Численность | Численность |
| ---- | ----------- | ----------- |
| 1831 | 27          | [ 8 ]       |
| 1897 | 353         | [ 8 ]       |
| 1926 | 200         | [ 8 ]       |
| 1939 | 386         | [ 8 ]       |
| 1959 | 381         | [ 8 ]       |
| 1970 | 590         | [ 8 ]       |
| 1979 | 745         | [ 8 ]       |
| 2001 | 232         | [ 8 ]       |
| 2011 | 138         | [ 9 ]       |